# Ayasa
Ayasa (en árabe: عياشة‎, en lenguas bereberes: ⵄⵢⵢⴰⵛⴰ, en francés: Ayacha) es un municipio marroquí en la región de Tánger-Tetuán-Alhucemas. Desde 1912 hasta 1956 perteneció a la zona norte del Protectorado español de Marruecos.